# Agatha Zethraeus
Agatha Wilhelmina Zethraeus (Ámsterdam, 1872- Zeist. 25 de julio de 1966) fue una artista neerlandesa.

## Biografía
Zethraeus nació el 23 de diciembre de 1872 en Ámsterdam, pero parte de su familia era sueca. Estudió en la Dagtekenschool voor den Werkenden Stand, con Jan Hanau, Wilhelmina Cornelia Kerlen, Cornelis Kuypers, Piet Mondrian y Piet van Wijngaerdt. Su trabajo fue incluido en la exposición y venta de 1939 Onze Kunst van Heden (Nuestro arte de hoy) en el Rijksmuseum de Ámsterdam. Fue miembro de Arti et Amicitiae, De Onafhankelijken (Los independientes) y de Pictura Veluvensis.. Expuso regularmente con Kunstenaarsvereniging Sint Lucas desde 1911 hasta 1944 y con De Onafhankelijken desde 1919 hasta 1960.
Zethraeus fue alumna, modelo y amiga de Piet Mondrian. Se conocieron al menos desde 1907 hasta su muerte en 1944. Ella es el tema de su pintura Meisje in rood (Niña de rojo). No está claro si tuvieron una relación romántica, pero queda influencia de Mondrian en su pintura, principalmente dedicada a paisajes naturales, urbanos y bodegones. Pintó repetidas veces los paisajes de Ámsterdam, pero también salía a pintar al campo, las orillas de los ríos, y los pueblos de los alrededores, como Heeze, Hattem y Laren en Noord-Holland.

## Legado
En 2015 la Mondriaanhuis  (Casa de Mondrian) realizó una exposición dedicada a ella, Agatha Zethraeus - Vriendin, leerling en model van Piet Mondriaan (Agatha Zethraeus - Amiga, alumna y modelo de Piet Mondrian).